# Aedes deserticola
Aedes deserticola är en tvåvingeart som beskrevs av Thomas J. Zavortink 1969. Aedes deserticola ingår i släktet Aedes och familjen stickmyggor.
Artens utbredningsområde är Kalifornien. Inga underarter finns listade i Catalogue of Life.